# Canon Pyon
Canon Pyon est une paroisse civile et un village du Herefordshire, en Angleterre.